# Laguna Lagunillas (Oruro)
Die Laguna Lagunillas ist ein See am Nordostrand der Cordillera de los Frailes im Departamento Oruro in Bolivien.

## Lage im Nahraum
Der abflusslose See liegt im östlichen Teil der kargen Hochebene des bolivianischen Altiplano und wird eingerahmt von Bergkuppen, die bis in eine Höhe von mehr als 4500 m aufragen. Der See liegt auf einer Höhe von 4114 m und hat eine Fläche von etwa sechzig Hektar, die jedoch je nach Niederschlag und Jahreszeit Schwankungen unterworfen ist. Der See weist aufgrund des fehlenden Abflusses einen hohen Salzgehalt auf.

## Geographie

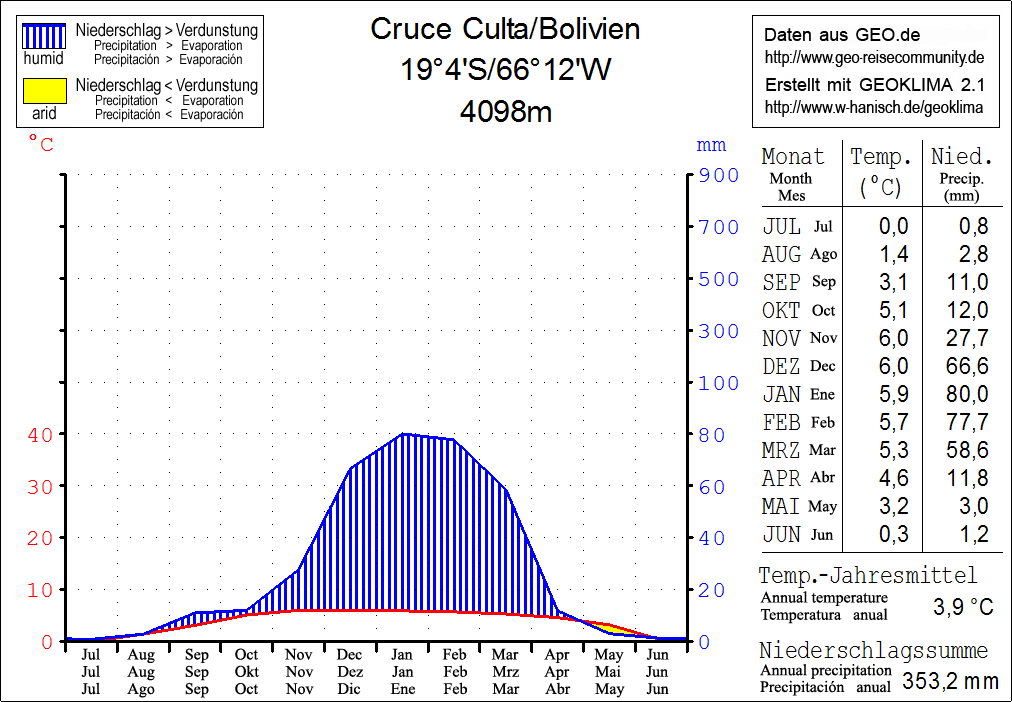
Klimadiagramm Cruce Culta

Das  Klima ist wegen der Binnenlage kühl und trocken und durch ein typisches Tageszeitenklima gekennzeichnet, bei dem die mittleren Temperaturschwankungen zwischen Tag und Nacht in der Regel deutlich größer sind als die jahreszeitlichen Temperaturschwankungen.
Die Jahresdurchschnittstemperatur der Region liegt bei 4 °C und schwankt zwischen 0 °C im Juni und Juli und 6 °C von November bis Januar. Der Jahresniederschlag beträgt nur 350 mm, bei einer ausgeprägten Trockenzeit von April bis Oktober mit Monatsniederschlägen unter 15 mm, und nennenswerten Niederschlägen nur von Dezember bis März mit 60 bis 80 mm Monatsniederschlag.

## Besiedlung
Die Ebenheit um die Laguna Lagunillas herum weist nur eine geringfügige Besiedlung auf. Größte Ortschaft ist Lagunillas mit 576 Einwohnern (Volkszählung 2012), weitere kleine Ortschaften sind Quihuori, Puncuni, Jankhara und Paculla. Durch das Tal südlich der Laguna Lagunillas fließt der Río Pampa Rancho, der Oberlauf des Río Pilcomayo.